# كارلوس موراليس فاسكيز
كارلوس موراليس فاسكيز (بالإسبانية: Carlos Morales Vázquez)‏ هو سياسي مكسيكي، ولد في 27 أكتوبر 1957 في تشياباس في المكسيك. حزبياً، نشط في حزب الثورة الديمقراطية. وقد انتخب عضو مجلس النواب المكسيك.